# エスタス (ロケットエンジン)
エスタス（ラテン語: Aestus）はEADS アストリアム（旧ダイムラー・ベンツ・エアロスペース、ダイムラー・クライスラー・エアロスペース）が製造するロケットエンジンである。名称はラテン語で炎を意味する。

## 概要
エスタスは、アリアン5の第2段EPS用として、フランス国立宇宙センター(CNES)との契約のもと、1988年から1995年にかけて開発された。1997年に打ち上げられた2号機(502)で初めて飛翔し、アリアン5Gとして運用された。その後、2000年から2002年にかけて混合比を変更する改良が行われ、2004年以降アリアン5 G+及びアリアン5 GSに用いられた。また、2003年から2006年まで欧州補給機(ATV)打ち上げの事前試験として、複数回の軌道上再着火能力の検証が行われ、ATV1号機ジュール・ヴェルヌの打ち上げにおいて実証された。

## 技術的特徴
ヘリウムガスによって加圧される圧送式サイクルを採用した2液式ロケットエンジンであり、燃料としてモノメチルヒドラジン(MMH)、酸化剤として一酸化窒素を添加した四酸化二窒素(MON)を採用している。
インジェクタにはステンレス及びインコネルが用いられ、132個のエレメントをもつ。燃焼器はステンレス製のライナとニッケル製の外殻で構成され、MMHによる再生冷却を採用している。ノズルはコバルト合金であるHynes25製で輻射冷却を採用している。

## 主要諸元
- 全長 : 2,200 mm
- 直径 : 1,315 mm
- 質量 : 110 kg
- 燃焼サイクル : 圧送式サイクル
- 推進剤 : MON/MMH
- 推力 : 30 kN
- 比推力 : 324 s
- 混合比 : 2.05[初期型] / 1.9[後期型]
- ノズル膨張比 : 84